# Henry Baxter
Pour les articles homonymes, voir Baxter.
Henry Baxter (8 septembre 1821 - 30 décembre 1873) est un général de l'armée de l'Union pendant la guerre de Sécession. Lors de la bataille de Gettysburg, sa brigade résiste à un assaut confédéré d'une partie de la division du major général Robert E. Rodes, massacrant des centaines de personnes lors d'une attaque surprise sur la brigade du colonel Alfred Iverson, et tient le flanc nord de la position de l'Union pendant la majeure partie de la journée avant de retraiter en raison du manque de munitions. Il est blessé à quatre reprises au cours de la guerre. Plus tard, il sert en tant qu'ambassadeur au Honduras (en) du président Grant.

## Biographie

### Avant la guerre
Baxter naît à Sidney Plains, dans le comté de Delaware, New York. Ses deux grands-pères ont servi lors de la guerre d'indépendance américaine. En 1831, lui et son père déménagent pour Jonesville dans le Michigan. En 1849, il se rend en Californie avec une compagnie de trente hommes à la recherche de l'or, retournant en 1852 à Jonesville pour devenir meunier. Il commande une unité de l'armée qu'il a organisée connue sous l’appellation de Jonesville Light Guards.

### Guerre de Sécession

#### Premières affectations
En raison de son expérience militaire, Baxter est élu capitaine d'une compagnie locale qui devient la compagnie C du 7th Michigan Infantry Regiment. Il est gravement blessé à l'abdomen pendant la bataille des Sept Jours. Au cours de la bataille d'Antietam, en tant que lieutenant-colonel de son régiment, il est de nouveau blessé à la jambe droite alors que son régiment est décimé avec le reste de la division du major général John Sedgwick dans une embuscade. Il part pour le Michigan pour récupérer, et est promu au commandement du régiment avant la bataille de Fredericksburg. Son régiment est sélectionné pour lancer un assaut amphibie pour repousser les tireurs d'élite confédérés hors de la ville, et il y réussit, bien que Baxter soit de nouveau blessé, cette fois à l'épaule gauche. Quand il est reprend du service, il est nommé brigadier général le 12 mars 1863.

#### Gettysburg
Lors de la bataille de Gettysburg, la brigade du Ier corps de Baxter arrive vers midi, alors que les 8 000 hommes de la division du major général confédéré Robert Rodes commencent à apparaître sur Oak Hill. La brigade de Baxter avance loin de la plus proche brigade fédérale sur le flanc droit de la ligne et déployée en forme de V le long de la route de Mummasburg. La division de Rodes attaque au coup par coup, et les rangs des hommes du colonel Edward A. O'Neal se réduisent. Peu de temps après, une brigade confédérée sous les ordres du colonel Alfred Iverson avance sans tirailleurs et se place au-delà des hommes de Baxter, qui sont cachés derrière un mur de pierre. Soudain, les hommes de la brigade de Baxter se lèvent et délivre un feu mortel sur les hommes de Caroline du Nord. Dans l'un des échanges les plus unilatéraux au cours de la guerre, l'attaque surprise de Baxter tue, blesse et fait prisonnier 758 des 1 300 hommes de la brigade confédérée d'Iverson et l'élimine en tant que force de combat efficace en moins de dix minutes. Manquant de munitions, les hommes de Baxter se retirent à l'extrémité nord de Cemetery Ridge, ayant perdu tous les officiers de l'état-major de Baxter et près de la moitié de la brigade lors de la défense du Ier corps sur le flanc droit. Il reçoit des éloges enthousiastes de son commandant de division, le major général John C. Robinson, et un subordonné écrit que, « je veux vous dire un mot en dehors de mon régiment en ce qui concerne les généraux Baxter et Robinson. Ils étaient sur toutes les parties du champ de bataille, encourageant et stimulant les hommes, par leur présence et de leur bravoure ».

#### 1864-1865
Baxter conserve le commandement de sa brigade au cours de la réorganisation de l'armée du Potomac, en mars 1864, un signe qu'il a la confiance de ses supérieurs. Sa brigade est affectée à la 2e division du Ve corps, sous les ordres du major général Robinson. Lors de la bataille de la Wilderness, il est blessé à la jambe gauche, la balle tuant aussi son cheval. Après sa convalescence, il commande une brigade de la 3rd division du V Corps, au cours des étapes ultérieures du siège de Richmond et de Petersburg. Il quitte le service actif des volontaires le 24 août 1865. Le 31 mai 1866, le président Andrew Johnson nomme Baxter pour l'attribution du brevet de major-général avec une date de prise de rang au 1er avril 1865, et le sénat américain confirme la récompense le 23 juillet 1866.

### Après la guerre
Baxter sert en tant que conservateur des Actes de l'État du Michigan et est ensuite nommé par le président Grant en tant qu'ambassadeur au Honduras en 1869. Il retourne chez lui en 1872 et devient actif dans l'industrie du bois avant de mourir d'une pneumonie en 1873. Il meurt à Jonesville et est enterré dans le cimetière de Jonesville.